# G.K. Butterfield

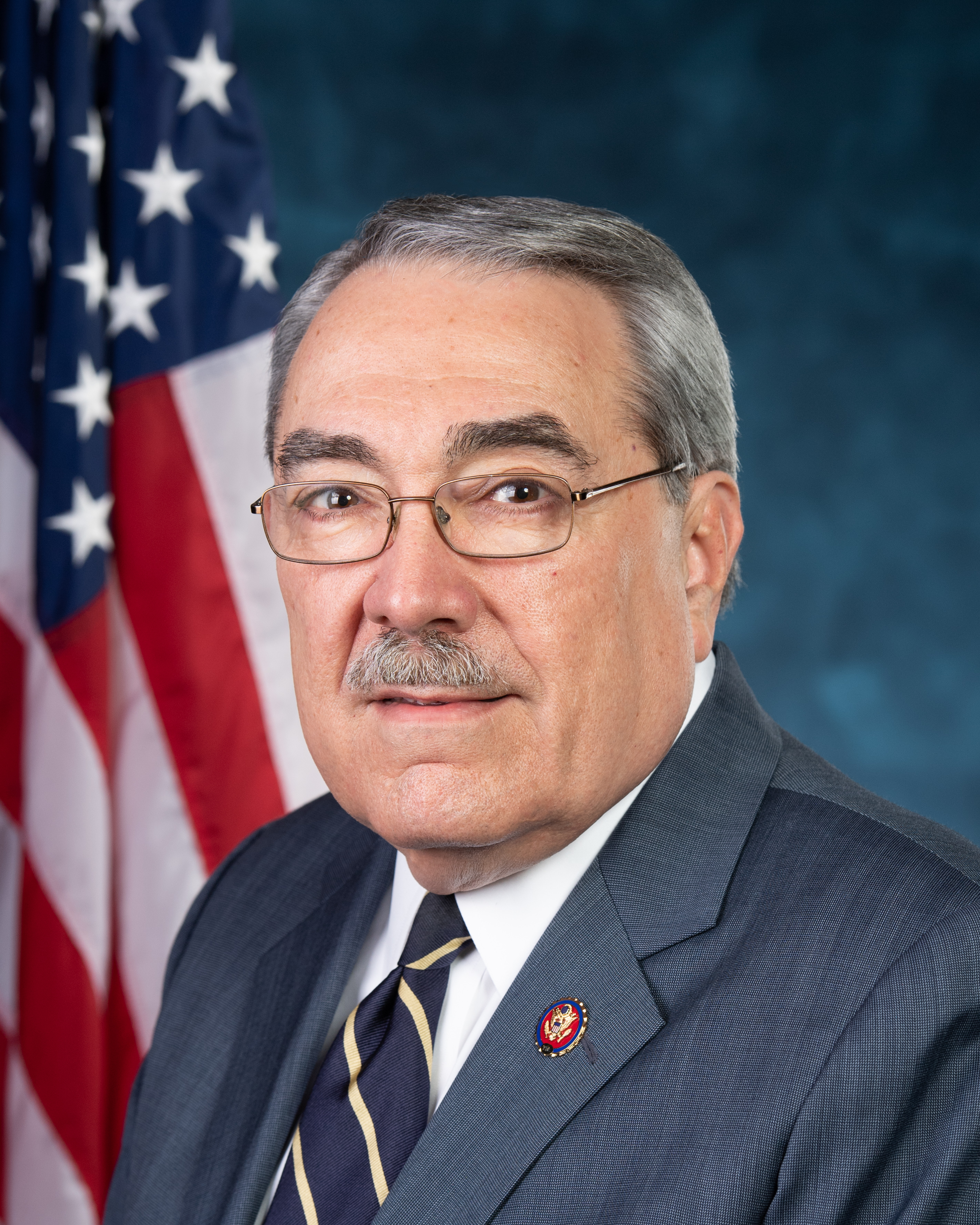
G.K. Butterfield april 2019.

George Kenneth Butterfield, Jr., född 27 april 1947 i Wilson, North Carolina, är en amerikansk demokratisk politiker. Han representerar delstaten North Carolinas första distrikt i USA:s representanthus sedan 2004.
Butterfield gick i skola i Charles H. Darden High School i Wilson. Han tjänstgjorde 1968-1970 i USA:s armé och studerade vid North Carolina Central University. Han avlade 1971 grundexamen och 1974 juristexamen. Han arbetade sedan som advokat och som domare i North Carolina. Han var domare i North Carolinas högsta domstol 2001-2002.
Kongressledamoten Frank Ballance avgick 2004. Butterfield vann fyllnadsvalet för att efterträda Ballance i representanthuset. Han har omvalts tre gånger.